# Knappenwelt Gurgltal
Die Knappenwelt Gurgltal ist ein Bergbau-Freilichtmuseum in Tarrenz, Österreich. Gezeigt werden Gebäude und Maschinen zum Thema Arbeit, Infrastruktur und Leben der Bergknappen vom Mittelalter bis in die Frühe Neuzeit im Bleiabbaugebiet Gurgltal.
Das archäologische Museum der Heilerin vom Gurgltal befindet sich im Freilichtgelände in einem eigenen modernen Gebäude.

## Geschichte

### Geschichte des Bergbaus im Gurgltal
Wann genau im Gurgltal mit dem Bergbau begonnen wurde, ist unbekannt. Vermutet können Bergbaue aus vorgeschichtlicher Zeit werden, da Blei schon in der Eisenzeit bekannt war. Für die Römer waren Bleierze von großer Bedeutung (z. B. als Wasserleitungen, für Kriegsgerät, im Schiffsbau, bei der Farbherstellung, für Stempel) und da eine wichtige Nord-Süd-Hauptstraße, die Via Claudia Augusta, durch das Gurgltal führt, ist es denkbar, dass bereits zur Römerzeit Erz abgebaut wurde. Sichtbare Abbautechniken (Feuersetzen) und Stollenprofil lassen dies vermuten.
Aus einer Urkunde des Stiftes St. Mang (Bayern) aus dem Jahre 1198 wird Blei vom Dirstentritt als Handelsware erwähnt. Auch das Adelsgeschlecht der Starkenberger (1180–1489), deren Schloss über Tarrenz thront, hat Bergbau betrieben. Ab der ersten Hälfte des 13. Jahrhunderts übte das Kloster Steingaden die Schürfrechte aus und erweiterte den Bergbau auch auf den Raum Imst.
Im 15. Jahrhundert erlebte die Region um das Gurgltal einen bescheidenen wirtschaftlichen Aufschwung. Der Grund waren große Mengen an Fahlerz (hoher Silbergehalt), die in Schwaz gefunden wurden. Diese Silber war nicht „gediegen“ (pur). Das Erz musste folglich zusammen mit Blei geschmolzen werden, um das reine Silber gewinnen zu können. Das benötigte Blei aus Bleiglanz (Galenit) ist in der Region Gurgltal in abbauwürdigen Mengen vorgekommen und wurde daher abgebaut und nach Schwaz transportiert. Ab 1560 ging die Nachfrage nach Bleierzen zurück, da die Fahlerzausbeute im Raum Schwaz deutlich rückläufig war.
Messing, eine Legierung aus Zink und Kupfer, war bereits den Römern bekannt. Zinkspat und Zinkblende kamen und kommen im Gebirge um das Gurgltal in beachtlichen Mengen vor, was in Zeiten mit wenig Nachfrage nach Bleiglanz den Bergleuten ihre Arbeitsplätze sicherte.
Ab dem 19. Jahrhundert konnte dank des technischen Fortschrittes auch die vorerst auf den Halden gelandete Zinkblende verwertet werden. Andere Mineralien, die in den hiesigen Gesteinen vorkommen, sind Wulfenit (Gelbbleierz), Fluorit und Gips.
Das wohl bedeutendste Revier war der Dirstentritt, ein weitläufiges Gebiet südöstlich des Alpleskopfs. Doch auch St. Veith war eine alte und ergiebige Lagerstätte mit 20 km Stollen. Die letzten Stollen am Dirstentritt wurden mangels Wirtschaftlichkeit im Jahre 1952 geschlossen.

### Geschichte der Knappenwelt
Im Rahmen eines Interreg-III-Österreich-Deutschland-Projektes wurde 2007 das Museumsgelände angelegt und 2008 in Betrieb genommen. In den folgenden Jahren kamen neue Gebäude, vom Holzbrotback- bis zum Töpferofen und von der Marketenderey bis zur Sitztribüne hinzu. Teils dienen diese Neubauten der Darstellung alter Handwerkstechniken, wobei die funktionstauglichen Anlagen bei besonderen Anlässen in Betrieb genommen werden, teils sind sie Ausbau der Infrastruktur für Feste und die Belebung der Anlage.
Der Zufallsfund nahe dem Museum der nun als „Heilerin vom Gurgltal“ bekannten archäologischen Sensation 2008 ließ den Wunsch aufkommen, den Fund direkt vor Ort im Museums auszustellen. Um dies zu ermöglichen, wurde in einem zweiten Interreg-Projekt (Interreg IV Österreich – Italien) im Winter 2012 ein neues, zweites Museum auf dem Gelände der Knappenwelt errichtet. Seither sind beide Museen im gemeinsamen Betrieb immer von Mai bis Oktober geöffnet.

## Präsentation
Die Knappenwelt Gurgltal dient der Präsentation, Erläuterung für Besucher und Bewusstseinsbildung in der Region mit dem Thema „historischer Bergbau im Gurgltal“, mit besonderem Schwerpunkt auf dem Leben der Knappen im Hochgebirge und der Weiterverarbeitung nach dem eigentlichen Abbau. Besonderes Augenmerk liegt hierbei auf den historischen Techniken und technischen Anlagen.
Das Freilichtmuseum bildet die gesamten Arbeitsprozesse und dazugehörigen Gebäude inklusive historischer Maschinen nach und führt den Besucher durch eine funktionstaugliche Anlage. Die Vermittlung der Inhalte basiert einerseits auf dieser realistischen und großformatigen Darstellung, und einer Ergänzung mit sämtlichen zur Verfügung stehenden Medien andererseits. Text, Bild und Film werden sowohl direkt in der Anlage als auch am digitalen Besucherführer für den Besucher zur Verfügung gestellt. Entstehungsgeschichte des Bleibabbaus in der Region, Lebens- und Arbeitsbedingungen der Knappen, Arbeitsprozesse und Techniken werden so in einer begehbaren und erlebbaren Form präsentiert.
Die Zusammenarbeit mit anderen Museen und kulturellen Einrichtungen ist ein Bestandteil der Museumsarbeit. Im Rahmen von Veranstaltungen wird unter anderem mit dem Starkenberger Biermythos, Museum im Ballhaus Imst und dem Heimatmuseum Tarrenz zusammengearbeitet. Die Knappenwelt ist zudem Mitglied des Vereins Via Claudia Augusta sowie der Terra Raetica.

## Lage
Die Knappenwelt befindet sich am südöstlichen Rand des Gurgltals gegenüber von Tarrenz am Fuße des Tschirgants, am Waldrand neben der leicht aufgestauten Gurgl. Direkt neben dem Fluss führt ein Radweg, die Via Claudia Augusta, am Gelände vorbei. Die Gebäude befinden sich in unterschiedlicher Hanglage, um die historische Funktion möglichst originalgetreu nachzubilden.
Es gibt zwei Zufahrtsmöglichkeiten zum Museum. Der erste von Imst kommende kürzere Weg führt gegenüber vom Gemeindegebäude rechts von der Hauptstraße durch enge verwinkelte Straßen zur Knappenwelt. Der zweite Weg liegt vom Fernpaß, Nassereith kommend vor Tarrenz und führt links von der Hauptstraße zu einem Busparkplatz. PKWs können vom Busparkplatz dem Uferbegleitweg folgend auch direkt zum Museum fahren. Zu Fuß dauert der Weg vom Busparkplatz zum Museum circa fünfzehn Minuten.

## Veranstaltungen
Um das Freilichtmuseum sowie das Museum der Heilerin zu beleben und auch wiederholt Besucher aus der Region ins Museum zu ziehen, werden während der Saison von Mai bis Oktober diverse Veranstaltungen abgehalten. Thematisch beziehen sich diese, mit Ausnahme der Saisoneröffnung (jeweils Ende April oder Anfang Mai), auf die Themen der Anlage.
„Moderne HeilerInnen“ widmet sich alternativen Heilweisen, die teils historischen medizinischen Methoden sehr ähneln und eine direkte inhaltliche Verbindung zur Ausstellung der Heilerin vom Gurgltal herstellen. Kleinere Veranstaltungen zu ausschließlich einer Heilweise oder alternativen Lebensweise finden während der gesamten Saison statt.
„Ruperts Handwerkerey“ will historisches Handwerk für Besucher erlebbar machen und sowohl als Vorführungen als auch in Kursform beleben. Durch die historische Verortung der Knappenwelt in Mittelalter und Früher Neuzeit wird dieser Event als „Mittelalterevent“ ausgetragen. Zusätzlich finden ein 3D-Bogenturnier, Heerlager, Kinderprogramm und ab 2018 auch der Tiroler Adler-Cup statt. Letzteres ist das erste Tiroler Vollkontaktturnier (HMB-Turnier).